# 食人鬼 (小説)

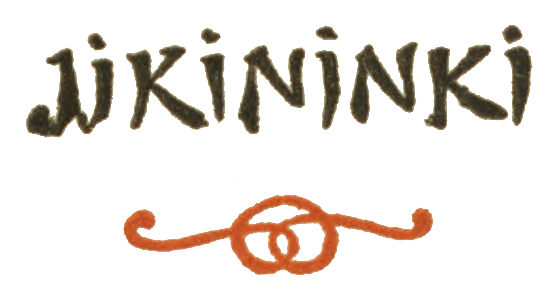

『食人鬼』（じきにんき、Jikininki）は、小泉八雲の短編小説。小泉八雲の短編集「怪談」に収録された作品。禅宗の僧夢窓疎石（夢窓国師）が山中の寒村で体験した食人鬼との遭遇譚である。

## 原典
この作品のもととなったのは上田秋成の『雨月物語』中の1編「青頭巾」であるとされている。『食人鬼』では、寵愛していた稚児に死なれた住職が墓地で死肉を食べるようになるいきさつ、また旅の僧から証道歌を授けられた住職の妄念が消滅する結末など、いくつかの原典のエピソードは割愛されており、その結果短編小説としてより優れた出来栄えとなっている。

## あらすじ
行脚していた夢窓国師は、深い山奥で道に迷い、日も暮れかけた時、庵を見つける。そこに一人いた老僧に教えられてようやく小さな村に行き着き、村長（むらおさ）の家で泊めてもらうが、深夜になって村長の息子が言う、「先ほど父が亡くなりました。村の掟に従い、村人は、死者があった夜は全員村を離れなくてはなりません。そうしないと、必ずたたりがあります。しかしあなたは旅でお疲れでしょうし、この村の者ではなく、お坊様ですから、お望みならここにお留まり下さい」。夢窓は村長の家に一人残り、村長の亡骸を前に読経しながら弔いの行を勤める。すると、突然金縛りに遭ったように動けなくなったかと思うと、もうろうとした大きなものが現われ、亡骸を食らい尽くしてまたいずこへともなく消えた。
翌朝、戻ってきた村人たちにその夜の事を話すと、村に伝わる話と同じであると村長の息子は言う。だが夢窓が、あの庵の僧は死者の弔いをしてくれないのかと問うと、意外な答えが返ってきた、「そのような庵はありませんし、もう何代にもわたって、このあたりにお坊様は居られません」。
夢窓国師が前夜来た道を戻ると、庵はすぐ見つかった。老僧は夢窓の前に両手をついて言う、「昨夜はあさましい姿をお見せしました。村長の家に入り込んで遺体を貪り食った化け物は私です。私は食人鬼なのです。はるか以前、私はこの郷のただ一人の僧でしたので、たくさんの死者を弔いました。しかし私は、それで得られるお布施の事しか眼中になく、その妄念によって、死後食人鬼に生まれ変わって、近辺で死ぬ人の亡骸を食っていかねばならなくなりました。どうかこんな私をお助け下さい!」。そのとたん、庵も僧も消え、夢窓の眼前には古い苔むした墓石があるだけだった。夢窓は僧が成仏出来るように読経を始めるのだった。

## 日本語訳
- ラフカディオ・ハーン『新編 日本の怪談 Ⅱ』池田雅之訳、角川ソフィア文庫 2019年